# Typ gleby
Typ gleby, typ glebowy — podstawowa jednostka klasyfikacyjna gleb obejmująca gleby o takim samym układzie poziomów glebowych i zbliżonych właściwościach fizycznych, chemicznych i biologicznych. 
W systematyce gleb głównym czynnikiem dzielącym gleby na typy był i nadal jest określony układ poziomów glebowych w profilu glebowym. Pierwotnie był to, wraz z innymi cechami, określony układ poziomów genetycznych odpowiadający dominującemu procesowi glebotwórczemu, aktualnie (w Polsce od 2011 r.) jest to określony układ poziomów diagnostycznych. Gleby tego samego typu mają zbliżone do siebie właściwości fizyczne, fizykochemiczne, chemiczne i biologiczne, a także jednakowy rodzaj wietrzenia i sposób przemieszczania się i depozycji jego produktów. Mają one też podobny typ próchnicy i stopień troficzności (~zasobności w składniki odżywcze). 
Typ gleby zazwyczaj reprezentuje względnie trwałą fazę ewolucji gleb, której w warunkach naturalnych odpowiada określone zbiorowisko roślinne. 
Przy występowaniu w glebie dodatkowych, istotnych właściwości lub na cechy głównego procesu glebotwórczego nakładają się cechy innego procesu wyróżnia się podtypy glebowe. Gleby podobnych typów łączą się w rzędy. Większość istniejących klasyfikacji gleb ma odpowiednik typu gleby w rozumieniu polskiej systematyki gleb. W klasyfikacji gleb WRB są to główne grupy glebowe (Reference Soil Groups – RSG).
Przykład
Rząd gleb brunatnoziemych obejmuje gleby z diagnostycznym poziomem cambic o układzie poziomów A-Bw-C.
Typ gleby brunatnej eutroficznej obejmuje gleby nie wytworzone z materiału aluwialnego, ani skał węglanowych, lecz ze skał osadowych pierwotnie zawierających węglany o wysyceniu kompleksu sorpcyjnego kationami o charakterze zasadowym >60% (eutroficzne). 
Istotne cechy wpływające na wydzielenie podtypów to: zwiększona ilość próchnicy (gleby brunatne eutroficzne próchniczne), wyługowanie węglanów (- wyługowane), oglejenie (- opadowo-glejowe lub gruntowo-glejowe), pęcznienie i kurczenie się (- z cechami vertic).